# رانبير كابور
رانبير كابور (بالهندية: रणबीर कपूर)‏ (بالإنجليزية: Ranbir Kapoor)‏، من مواليد 28 سبتمبر، 1982 في مومباي، ماهاراشترا، الهند هو ممثل هندي ظهر بعدة أفلام في بوليوود. كان أول ظهور له في فيلم ساواريا وحصل فيه على جائزة فيلم فير لأفضل ممثل صاعد. كما أنه أحد مالكي نادي مومباي سيتي لكرة القدم.

## السيرة

### حياته الشخصية

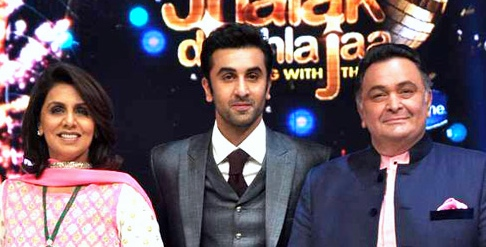

ولد للممثلين ريشي كابور ونيتو سينغ، كابور هو من نسل بريثفيراج كابور وحفيد الممثل وصانع الأفلام راج كابور وهو شقيق راديما كابور، وأعمامه هم راندير كابور راجيف كابور. سائر أفراد الأسرة المعروفين كاريشما كابور، كارينا كابور ونيخيل ناندا، وجميعهم من أبناء عمومته.
درس كابور التمثيل في مسرح لي ستراسبرغ ومعهد السينما في نيويورك
كان كابور صريحًا بشأن حياته الشخصية، وذكر أن زواج والديه علمه مدى تعقيد العلاقة. كانت أول علاقة جدية له أثناء وجوده في الصف السابع، وعانى من الاكتئاب عند انتهائها. في عام 2008، وخلال تصوير فيلم باتشنا اي هاسينو أشيعت أخبار عن مواعدة كابور الممثلة ديبيكا بادوكون، جذبت العلاقة تغطية إعلامية كبيرة في الصحافة الهندية. ومع ذلك، انفصل الشريكان بعد سنة. أكد كابور أن الانفصال كان وديًا، على الرغم من أن وسائل الإعلام ذكرت على نطاق واسع أنه كان نتيجة الخيانة الزوجية من جانب كابور. اعترف كابور لاحقًا: «نعم، بسبب عدم النضج، بسبب قلة الخبرة، من الاستفادة من بعض الإغراءات، بسبب القسوة.» ومنذ ذلك الحين، أضحى كابور متحفظًا في مناقشة حياته الخاصة علنًا.
في عام 2009، ظهرت شائعات أولية عن علاقة بينه وبين الممثلة كاترينا كايف أثناء تصوير فيلم "عجب بريم كي غزب كهاني". في أغسطس 2013، نشرت ستاردست مجموعة من الصور الحميمة بين كابور وكايف على شاطئ في إسبانيا. على الرغم من أن كابور رفض في البداية الحديث عن العلاقة، إلا أنه اعترف بها سنة 2015: «كلانا متأكد من علاقتنا وإذا لم نفتحها الآن، فسيظهر عدم احترام للعلاقة»، في فبراير 2016 أفادت وسائل الإعلام بانفصالهما.
في عام 2009، اعترف مابةر بإدمانه على التدخين والشرب، كما بدأ بمواعدة الممثلة علياء بهات، شريكته في بطولة فيلم Brahmastra.
في 9 مارس 2021، ثبتت إصابة كابور بـ COVID-19 ودخل في الحجر الصحي الذاتي.

### سيرته المهنية
قبل بدء مهنته كممثل، كابور عمل مساعدا للمخرج سانجاي ليلا بهنسالي، حيث كان يشارك في صنع فيلم أسود (فيلم)|أسود (2005). بدأ كابور التمثيل في نوفمبر 2007 مع بهنسالي في ساواريا أمام الوافده الجديدة سونام كابور الفيلم فشل في تحقيق نتائج جيدة في شباك التذاكر،  على الرغم من انه تلقى العديد من التقييمات الإيجابية لتجسيده شخصية المغنية المتيمه، رانبير راج. الناقد تاران أدارش علق، "رانبير كابور هو موهوب جدا، لا يوجد رأين في هذا الشأن. نعم، انه يبدو وسيم، ولكن ما تتذكره هو الإخلاص في أدائه. إذا كان مستوى الأداء [العالي] هذا في أول فيلم له، هذا الفتى سيجعل من عشيرة كابور فخوريين به في السنوات المقبلة. انها 10 من 10 لهذا المبتدأ  [ك‍] 
شوهد كابور في الكوميديا الرومانسية سيدهارث أناند أناند باشنا أي هاسينو جنبا إلى جنب مع بيباشا باسو، مينيسها لامبا ديبيكا بادوكون الفيلم، الذي صدر في 15 أغسطس، 2008، أدى أداء جيد إلى حد معقول في شباك التذاكر. اعتبارا من شهر سبتمبر 2009، كان قد أنهى التصوير لفيلم راجكومار سانتوشي عجب بريم كي غازاب خاهانى أمام كاترينا كايف  المشاريع المقبلة الأخرى لكابور تتضمن أستيقظ سيد ، حيث سيشاهد أمام كونكونا سين شارما|كونكونا سين شارما. والفيلم من إخراج أيان موخيرجي وأنتاج كاران جوهر

## الجوائز والترشيحات

### جوائز فيلمفلير
فائز:
- 2008 : جائزة فيلم فير كأفضل ممثل صاعد؛ ساواريا [10]
- 2010 :جائزة فيلم فير كأفضل ممثل
- 2012 : جائزة فيلم فير كأفضل ممثل
- 2013 : جائزة فيلم فير كأفضل ممثل

### جوائز الأكاديمية الدولية للفيلم الهندي (IIFA)
فائز:
- 2008 : جائزة الأكاديمية الدولية للفيلم الهندي لنجم السنة الصاعد؛ ساواريا [11]
- 2010: جائزة الأكاديمية الدولية للفيلم الهندي لأفضل ممثل

2011: جائزة الأكاديمية الدولية للفيلم الهندي لأفضل ممثل
2012: جائزة الأكاديمية الدولية للفيلم الهندي لأفضل ممثل
2013: جائزة الأكاديمية الدولية للفيلم الهندي لأفضل ممثل
2014: جائزة الأكاديمية الدولية للفيلم الهندي لأفضل ممثل
2016:جائزة الأكاديمية الدولية للفيلم الهندي لأفضل ممثل دور قيادي

## ترشيح
- 2008 : جائزة ستار سكريين للجودي رقم (1) جنبا إلى جنب مع سونام كابور؛ ساواريا
- 2009 : جائزة ستار سكريين لأفضل ممثل|جائزة ستار سكريين لأفضل ممثل؛ باشنا أي هاسينو

### جوائز زى سين
فائز:
- 2008 : زي سينما جائزة لأفضل أول مرة لذكر|جائزة زي سين لأفضل ذكر لأول مرة؛ ساواريا [12]

### جوائز أكاديميه الأفلام الهندية الدولية
فائز:
- 2008 : جوائز أكاديميه الأفلام الهندية الدولية 'أفضل مبتدأ (للذكور) ؛ ساواريا [13]

### جوائز ستاردست
فائز:
- 2008 : ستاردست نجم نجوم الغد—ذكر؛ ساواريا [14]

### جوائز منتجي الأفلام والتلفزيون اسبارا
فائز:
- 2008 : جوائز منتجي الأفلام والتلفزيون اسبارا 'أفضل ذكر لأول مرة ؛ ساواريا [15]

### الجوائز الأخرى
- 2007 : جوائز ستار لأفضل كوون لسباسي، بطل نايا المفضل لسباسي  ؛ ساواريا [16]
- 2007 : حزب لأفلام هت كافيه، جائزة أفضل وجه جديد (للذكور) ؛ ساواريا [17]
- 2008 : جوائز ريبوك زووم جلام، جلام مبتدأ (للذكور) ؛ ساواريا [18]
- 2008 : بوليوود جوائز اختيار الناس، أفضل ذكر لأول مرة  ؛ ساواريا [19]

## أفلامه
| علامة الخنجرية | Denotes films that have not yet been released |

| Film                               | Year | Role                      | Director(s)            | Notes                                                                               | Ref(s).              |
| ---------------------------------- | ---- | ------------------------- | ---------------------- | ----------------------------------------------------------------------------------- | -------------------- |
| Aa Ab Laut Chalen                  | 1999 | —                         | ريشي كابور             | Assistant director                                                                  | [ 20 ]               |
| أسود                               | 2005 | —                         | سانجاي ليلا بهنسالي    | Assistant director                                                                  | [ 20 ]               |
| ساواريا                            | 2007 | Ranbir Raj                | سانجاي ليلا بهنسالي    | Filmfare Award for Best Male Debut                                                  | [ 21 ]               |
| احترسن أيتها الحسناوات             | 2008 | Raj Sharma                | سيدهارث أناند          |                                                                                     | [ 22 ]               |
| حظ بالصدفة                         | 2009 | Himself                   | زويا أختر              | Cameo appearance                                                                    | [ 23 ]               |
| Wake Up Sid                        | 2009 | Siddharth "Sid" Mehra     | أيان موخرجي            | Nominated—جائزة فيلم فير لأفضل ممثل                                                 | [ 24 ] [ 25 ]        |
| Ajab Prem Ki Ghazab Kahani         | 2009 | Prem Shankar Sharma       | Rajkumar Santoshi      | Nominated—Filmfare Award for Best Actor                                             | [ 24 ] [ 26 ]        |
| Rocket Singh: Salesman of the Year | 2009 | Harpreet Singh Bedi       | Shimit Amin            | جائزة نقاد فيلم فير لأفضل ممثل ‏ (also for Wake Up Sid & Ajab Prem Ki Ghazab Kahani) | [ 27 ]               |
| Raajneeti                          | 2010 | Samar Pratap              | براكاش جها             | Nominated—Filmfare Award for Best Actor                                             | [ 28 ] [ 29 ]        |
| أنجانا أنجاني                      | 2010 | Akash                     | سيدهارث أناند          |                                                                                     | [ 30 ]               |
| Chillar Party                      | 2011 | Himself                   | فيكاس باهل نيتش تيواري | Special appearance in song "Tai Tai Phish"                                          | [ 31 ]               |
| روكستار                            | 2011 | Janardhan "Jordan" Jakkad | امتياز علي             | Filmfare Award for Best Actor Filmfare Critics Award for Best Actor                 | [ 32 ]               |
| بارفي!                             | 2012 | Murphy "Barfi" Johnson    | أنوراغ باسو            | Filmfare Award for Best Actor                                                       | [ 33 ]               |
| اسلكي مومباي                       | 2013 | Himself                   | Multiple               | Special appearance in song "Apna Bombay Talkies"                                    | [ 34 ]               |
| ييه جواني هي ديواني                | 2013 | Kabir "Bunny" Thapar      | أيان موخرجي            | Nominated—Filmfare Award for Best Actor                                             | [ 35 ] [ 36 ]        |
| Besharam                           | 2013 | Babli                     | Abhinav Kashyap        | Also playback singer for song "Love Ki Ghanti"                                      | [ 37 ] [ 38 ]        |
| Bhoothnath Returns                 | 2014 | Himself                   | نيتش تيواري            | Cameo appearance                                                                    | [ 39 ]               |
| PK                                 | 2014 | Alien                     | راجكومار هيراني        | Cameo appearance                                                                    | [ 40 ]               |
| Roy                                | 2015 | Roy                       | Vikramjit Singh        |                                                                                     | [ 41 ]               |
| بومباي المخملية                    | 2015 | Johnny Balraj             | أنوراج كاشياب          |                                                                                     | [ 42 ]               |
| تاماشا                             | 2015 | Ved Vardhan Sahni         | امتياز علي             | Nominated—Filmfare Award for Best Actor                                             | [ 43 ] [ 44 ]        |
| Girls With Goals                   | 2016 | Himself                   | Unknown                | Documentary series                                                                  | [ 45 ]               |
| آي ديل هاي مشكل                    | 2016 | Ayan Sanger               | كاران جوهر             | Nominated—Filmfare Award for Best Actor                                             | [ 46 ] [ 47 ]        |
| جاغا جاسوس                         | 2017 | Jagga                     | أنوراغ باسو            | Also producer; Nominated—Filmfare Critics Award for Best Actor                      | [ 48 ] [ 49 ]        |
| Love Per Square Foot               | 2018 | Gattu                     | أناند تيواري           | Cameo appearance                                                                    | [ 50 ]               |
| Bucket List ‏                       | 2018 | Himself                   | Tejas Deoskar          | سينما ماراثية؛ cameo appearance                                                     | [ 51 ]               |
| سانجو                              | 2018 | سانجاي دوت                | راجكومار هيراني        | Filmfare Award for Best Actor Nominated—Filmfare Critics Award for Best Actor       | [ 52 ] [ 53 ] [ 54 ] |
| براهما أوشترا                      | 2020 | Shiva                     | أيان موخرجي            | Filming                                                                             | [ 55 ]               |
| شامشيرا                            | 2020 | Shamshera                 | Karan Malhotra         | Filming                                                                             | [ 56 ]               |

## وصلات خارجية
- رانبير كابور على موقع IMDb (الإنجليزية)
- رانبير كابور على موقع قاعدة بيانات الأفلام العربية
- رانبير كابور على موقع ألو سيني (الفرنسية)
- رانبير كابور على موقع ميوزك برينز (الإنجليزية)
- رانبير كابور على موقع أول موفي (الإنجليزية)
- رانبير كابور على موقع قاعدة بيانات الفيلم (الإنجليزية)
- رانبير كابور على موقع كينوبويسك (الروسية)